# Jaime Araque (actor)
 Jesús Araque Ávila, más conocido como Jaime Araque (27 de septiembre de 1965), es un actor de televisión venezolana.Se ha destacado en el género de las telenovelas comenzó en la exitosa telenovela de RCTV La dama de rosa que le abrió camino para participar en numerosos dramáticos venezolanos; como protagonista su novela de mayor trascendencia internacional Rubí Rebelde entre sus últimos trabajo destaca su participación en la telenovela de RCTV Angélica Pecado donde interpretó a Erasmo Del Ávila Echeverría; la Viuda Joven donde interpretó el personaje protagónico de Salvatore Bonvicini. 

## Telenovelas
- 1986, La dama de rosa (RCTV) - Nelson Suárez
- 1987, Selva María (RCTV) - Daniel
- 1988, Señora (telenovela de 1988) (RCTV) - Álvaro Sucre
- 1989, Rubí rebelde (RCTV) - Víctor Alfonso Miranda
- 1990, Caribe (telenovela) (RCTV) - Luis Alfredo Alonso
- 1992, Isabela (telenovela ecuatoriana) (Ecuavisa) - Daniel Espinosa
- 1999, Cuando hay pasión (Venevisión) - Diego Andrés Anzola Miralle
- 2000, Angélica Pecado (RCTV) - Erasmo Del Ávila Echeverría
- 2011, La viuda joven (Venevisión) - Salvatore Bonvicini

## Cine
- 1992, ¡Estoy por ti!